# Henri van Orléans (1908-1999)

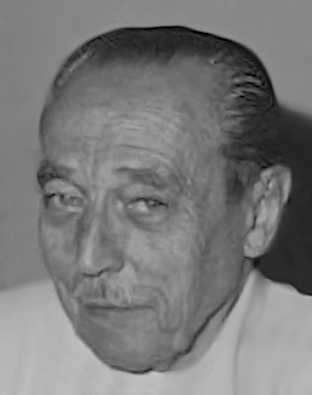
Henri van Orléans

Henri Robert Ferdinand Marie Louis Philippe d'Orléans, graaf van Parijs (Château de Nouvion-en-Thiérache, 5 juli 1908 – Cherisy, 19 juni 1999) was de Franse troonpretendent voor de orleanisten.
Hij was de enige zoon van prins Jean van Orléans en Isabelle van Orléans (neef en nicht).

## Huwelijk en kinderen
In 1931 trad hij in het huwelijk met zijn achternicht, prinses Isabelle van Orléans-Braganza (1911-2003), gewoonlijk aangeduid als Madame. Het huwelijk ging door in het Palazzo d'Orléans in Palermo, Sicilië. Het was geen gelukkig huwelijk en prins Henri jaagde een groot deel van de erfenis van zijn echtgenote erdoorheen, mede met behulp van zijn maîtresse.
Henri en Isabelle hadden elf kinderen:
- Isabelle (1932); in 1964 getrouwd met graaf Friedrick Karl von Schönborn-Buchheim. Het echtpaar heeft twee dochters en drie zonen.
- Henri (1933-2019); in 1957 getrouwd met hertogin Maria Therese von Württemberg (gescheiden in 1984). In 1984 trouwde hij met Micaela Cousino (zeer tegen de zin van zijn vader die hem enige tijd onterfde).
- Hélène (1934); in 1957 getrouwd met de Belgische graaf Evrard de Limburg-Stirum. Het echtpaar heeft één dochter en drie zonen.
- François (1935-1960); hij sneuvelde in Algerije terwijl hij dienst had bij de Chasseurs alpins.
- Anne (1938); in 1965 getrouwd met prins Carlos van Bourbon. Het paar kreeg vier dochters en één zoon. Saillant detail is dat Carlos claimde het hoofd te zijn van het huis der Beide Siciliën. Henri erkende deze claim echter niet en steunde een andere claim.
- Diane (1940); in 1960 getrouwd met hertog Carl van Württemberg (broer van Marie-Therese). Het echtpaar kreeg vier zoons en twee dochters.
- Michel (1941); in 1967 getrouwd met Beatrice Pasquier de Franclieu. Het echtpaar heeft twee dochters en twee zonen. Prins Henri onterfde Michel naar aanleiding van diens huwelijk met Beatrice.
- Jacques (1941); in 1969 getrouwd met Gersende de Sabran-Pontevès. Het echtpaar heeft een dochter en twee zonen.
- Claude (1943); in 1964 getrouwd met prins Amadeus van Savoye. Het echtpaar heeft twee dochters en een zoon.
- Chantal (1946); in 1972 getrouwd met baron François Xavier de Sambucy de Sorgue. Het echtpaar heeft een dochter en twee zoons.
- Thibaut (1948-1983); in 1972 getrouwd met Marion Gordon-Orr tegen de zin van zijn vader. Het echtpaar had twee zoons, van wie er één kort na de geboorte is overleden.

## Interne strubbelingen
Zijn familieleven en dat van zijn kinderen werd gekenmerkt door interne strubbelingen en verschillende van zijn kinderen zijn gebrouilleerd met elkaar. Ook onterfde prins Henri als chef van het huis Bourbon enkele van zijn zonen toen zij huwelijken aangingen met niet-adellijke vrouwen. Deze beslissing werd later ongedaan gemaakt door zijn oudste zoon, Henri, na de dood van zijn vader.
Koningin Sofia van Spanje heeft weleens gezegd dat de Orléans het ruzie maken in het bloed hebben zitten. (Detail: Haar echtgenoot, koning Juan Carlos I van Spanje is een kleinzoon van Louise van Orléans, tante van Henri van Orléans).